# Bruno Feillet

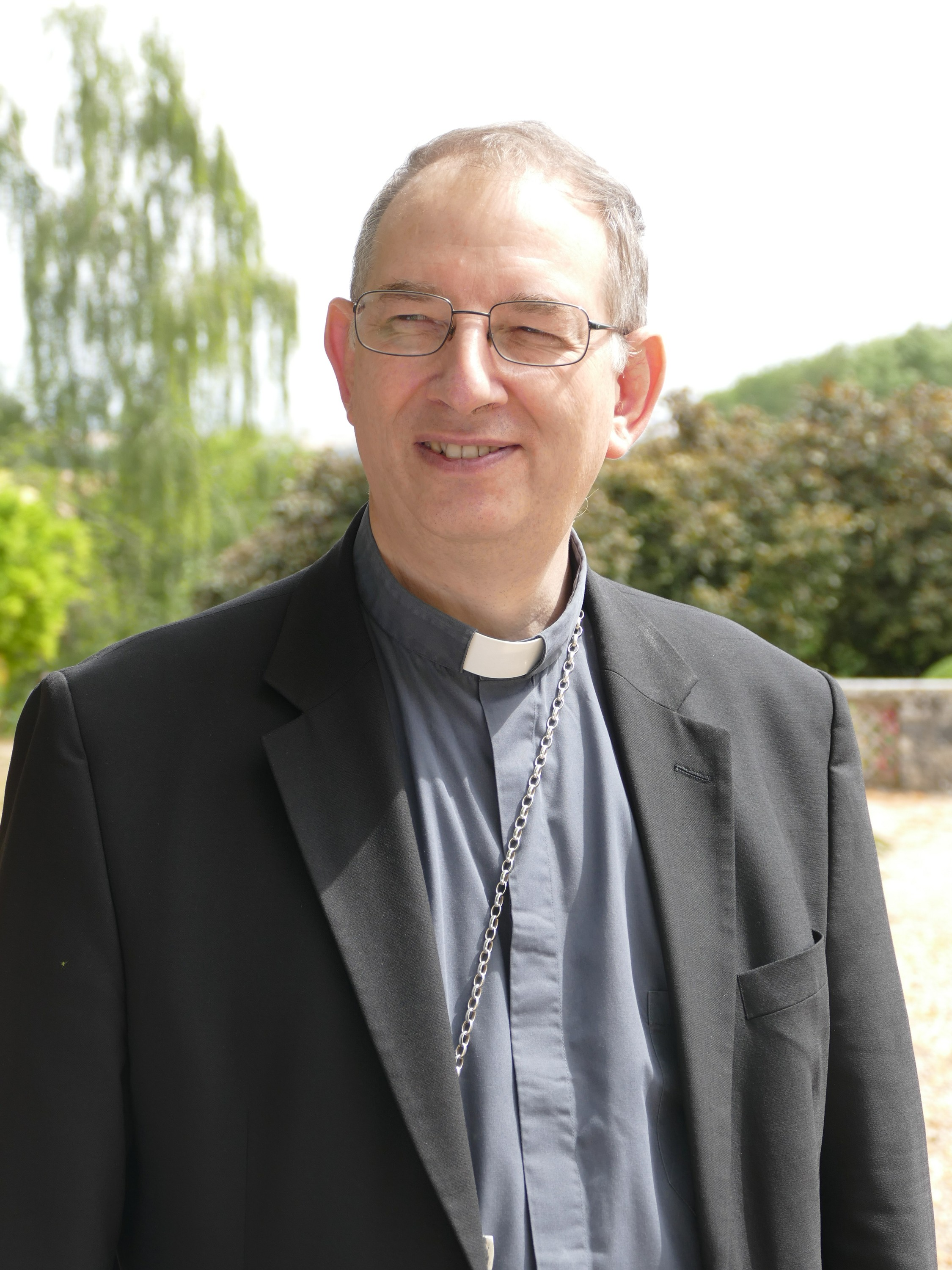
Bruno Feillet, 2015

Bruno Ann-Marie Feillet (* 16. November 1959 in Caudéran, Département Gironde) ist ein französischer Geistlicher und römisch-katholischer Bischof von Sées.

## Leben
Bruno Feillet studierte an der Universität Lille und dem Seminar der Karmeliten in Paris. Am 1. Oktober 1988 empfing er die Priesterweihe für das Bistum Cambrai. Nach weiteren Studien am Institut Catholique de Paris und an der Katholischen Universität Lyon wurde er 1997 in Moraltheologie promoviert. Zuletzt war Feillet Pfarrer und Dekan in Valenciennes sowie Professor für Moraltheologie am Priesterseminar von Lille.
Papst Franziskus ernannte ihn am 28. Juni 2013 zum Weihbischof in Reims und Titularbischof von Gaudiaba. Die Bischofsweihe spendete ihm der Erzbischof von Reims, Thierry Jordan, am 22. September desselben Jahres in der Kathedrale von Reims. Mitkonsekratoren waren der Erzbischof von Cambrai, François Garnier, und der Erzbischof von Rabat, Vincent Louis Marie Landel SCI di Béth.
Am 17. Juli 2021 ernannte ihn Papst Franziskus zum Bischof von Sées. Die Amtseinführung fand am 19. September desselben Jahres statt.